# Metodo dei momenti amperometrici
Il metodo dei momenti amperometrici è una tecnica utilizzata per il dimensionamento della sezione dei conduttori di una linea elettrica in funzione della caduta di tensione. Questa tecnica sfrutta il momento amperometrico {\displaystyle {\bar {M}}=l{\bar {I}}} definito dal prodotto tra la distanza {\displaystyle l} tra la sorgente e il carico, e la corrente {\displaystyle {\bar {I}}} assorbita dal carico stesso; scomposta la grandezza nella sua componente resistiva e induttiva, si ottengono allora i momenti amperometrici {\displaystyle M_{r}=lI\cos \phi } e {\displaystyle M_{l}=lI\sin \phi }

## Formulazione
Il dimensionamento delle linee elettriche in funzione dei momenti amperometrici è definito a partire dall'espressione della caduta di tensione industriale:
{\displaystyle \Delta {E}=lI(r\cos \phi +x\sin \phi )}
dove {\displaystyle \Delta {E}} è la differenza tra i valori efficaci delle tensioni di fase di partenza e arrivo, {\displaystyle I} è il modulo della corrente che attraversa la linea,  {\displaystyle l} è la distanza tra la sorgente e il carico, {\displaystyle \cos \phi } è il fattore di potenza del carico, {\displaystyle r} è la resistenza lineare della linea e {\displaystyle x} la reattanza lineare della linea. Considerato che la resistenza totale della linea è {\displaystyle R=rl} e che per la seconda legge di Ohm {\displaystyle R={{\rho {l}} \over {S}}}, dove {\displaystyle \rho } è la resistività elettrica e {\displaystyle S} la sezione del conduttore, allora riscrivendo l'espressione in funzione della sezione si ottiene:
{\displaystyle S={{\rho lI\cos \phi } \over {\Delta {E}-xlI\sin \phi }}}
Introdotti allora i momenti amperometrici {\displaystyle M_{r}=lI\cos \phi } e {\displaystyle M_{l}=lI\sin \phi } allora l'espressione può essere riformulata come:
{\displaystyle S={{\rho M_{r}} \over {\Delta {E}-xM_{l}}}}

## Applicazioni

### Linea con carichi distribuiti

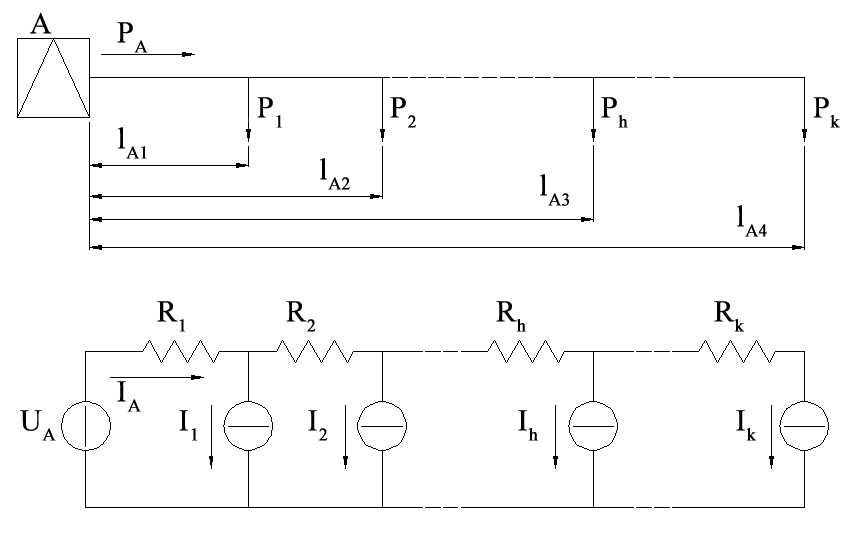
schema di una linea a sbalzo e relativo schema equivalente

Considerata una linea costituita da {\displaystyle N} carichi, ognuno definito dai momenti amperometrici {\displaystyle M_{ri}} e {\displaystyle M_{li}} (detta anche linea a sbalzo) allora: 
{\displaystyle S={{\rho \sum _{i=1}^{N}M_{ri}} \over {\Delta {E}-x\sum _{i=1}^{N}M_{li}}}}

### Line con carichi diramati
Considerata una linea di lunghezza {\displaystyle l_{0}} da cui si diramano {\displaystyle N} linee elettriche, ognuna che assorbe una corrente {\displaystyle I_{i}} allora:
{\displaystyle S={{\rho (l_{0}\sum _{i=1}^{N}I_{ri}+\sum _{i=1}^{N}M_{ri})} \over {\Delta {E}-x(l_{0}\sum _{i=1}^{N}I_{li}+\sum _{i=1}^{N}M_{li})}}}